# Granhult (Lappland)
Granhult är en ort i Gällivare kommun, Norrbottens län.
Orten anlades 1848 av Lars Mickelsson Huornan och hette ursprungligen Kuusihuornas. Vid folkräkningen 1890 hade orten 91 invånare  och i augusti 2016 fanns det enligt Ratsit 17 personer över 16 år registrerade med Granhult som adress.